# 江宮隆之
江宮 隆之（えみや たかゆき、1948年 - ）は日本の歴史小説作家、時代小説作家、ノンフィクション作家。本名、中村高志。戦国時代の造詣に深く、特に甲斐武田氏に関する作品、歴史書を多く著している。

## 略歴
山梨県南巨摩郡増穂町(現・南巨摩郡富士川町)生まれ。中央大学法学部卒業。山梨日日新聞に入社し、編成局長や論説委員長などを歴任する。2006年に退社しフリー。
1989年（平成元年）、奥州藤原氏の祖・藤原経清の武勇と苦悩を描いた『経清記』にて、第13回歴史文学賞を受賞しデビュー。1995年（平成7年）、朝鮮半島において陶磁器を研究し、彼の地に骨を埋めた陶芸評論家、浅川巧の生涯を描いた『白磁の人』において第8回中村星湖文学賞を受賞した。主に史実に即した伝記的な歴史小説を手掛ける。歴史的人物以外にも、上記の『白磁の人』を始めとした、近現代の人物を題材にした小説、ノンフィクションも多数ある。
また、自身の地元、甲斐国/山梨県関連の人物作品も多く手掛けており、「甲陽鎮撫隊」時代の土方歳三・近藤勇を描いた異色の新選組作品『歳三奔る』などがある。近年は「大江戸瓦版始末」シリーズなどの「文庫書き下ろし時代小説」作品も執筆している。郷土史関連の著書には本名名義で発表されているものもある。

## 受賞歴
- 1989年 第13回歴史文学賞（『経清記』）
- 1995年 第8回中村星湖文学賞（『白磁の人』）

## 著書
※ 単行本の刊行順に記す。
- 『凍てる指』（1992年、河出書房新社）鈴木しづ子
- 『山梨「人物」博物館 甲州を生きた273人』（編著（1992年、丸山学芸図書）
- 『経清記』（1993年、新人物往来社）
- 『白磁の人』（1994年、河出書房新社、のち文庫） 浅川巧
- 『カネゴンの日だまり』（1996年、河出書房新社） 高山良策
- 『小西行長 後悔しない生き方』（1997年、PHP文庫）
- 『一葉の雲』（1998年、河出書房新社）
- 『政治的良心に従います 石橋湛山の生涯』（1999年、河出書房新社）
- 『「晩学」のススメ 人生、快楽は後半にあり』（1999年、祥伝社文庫）
- 『骨壺の底にゆられて 歌人山崎方代の生涯』（2000年、河出書房新社）
- 『明石元二郎 日露戦争を勝利に導いた天才情報参謀』（2000年、PHP研究所）
- 『歳三奔る 新選組最後の戦い』（2001年、祥伝社文庫）
- 『井上井月伝説』（2001年、河出書房新社）
- 『真田幸村』（2002年、学研M文庫）
- 『武田勝頼 花の歳月』（2003年、河出書房新社）
- 『真田昌幸』（2003年、学研M文庫）
- 『女たちの新選組 花期花会』（2003年、河出書房新社）
- 『風のささやき しづ子絶唱』（2004年、河出書房新社）
- 『島津義弘』（2004年、学研M文庫）
- 『母人形』（2004年、河出書房新社）
- 『直江兼続』（2004年、学研M文庫）
- 『夢之介夢想剣 厄介屋天下御免』（2005年、学研M文庫）

『夢之介夢想剣 厄介屋助太刀三昧』（2006年、学研M文庫）
- 『沙也可 義に生きた降倭の将』（2005年、結書房）
- 『石田三成』（2006年、学研M文庫）
- 『冬萌の朝 新・白磁の人』（2006年、柏艪舎）
- 『十兵衛非情剣 密謀』（2006年、二見書房時代小説文庫）
- 『真田幸隆』（2006年、学研M文庫）
- 『山本勘助とは何者か 信玄に重用された理由』（2006年、祥伝社新書）
- 『貴三郎あやつり草紙 斬奸』（2007年、学研M文庫）
- 『二人の勘助 風林火山外伝』（2007年、結書房）
- 『母ちゃん（オンマ）』（2007年、河出書房新社）
- 『伊達政宗』（2007年、学研M文庫）
- 『小早川隆景』（2007年、学研M文庫）
- 『二人の銀河鉄道 嘉内と賢治』（2008年、河出書房新社）
- 『大江戸瓦版始末 影法師』（2008年、ベスト時代文庫）

『大江戸瓦版始末 写楽の首』（2008年、ベスト時代文庫）
- 『黒田官兵衛』（2008年、学研M文庫）
- 『北条綱成 関東北条氏最強の猛将』（2008年、PHP文庫）
- 『昭和まで生きた最後の大名 浅野長勲 安芸広島四十二万六千石十四代藩主』（2008年、グラフ社）
- 『井伊直政と家康』（2008年、学研M文庫）
- 『柳沢吉保 でっちあげられた悪徳大名』（2009年、グラフ社）
- 『片倉小十郎景綱 独眼竜の名参謀』（2009年、学研M文庫）
- 『龍馬の影 悲劇の志士・赤松小三郎』河出書房新社 2010
- 『浅井長政 信長を追いつめた義弟』学研M文庫 2010
- 『江戸三〇〇年大名たちの興亡 戦国武将から最後の殿様まで』学研M文庫 2010
- 『太原雪斎と今川義元 東海に覇を唱えた軍師と名将』PHP文庫 2010
- 『團十郎と海老蔵 歌舞伎界随一の大名跡はこうして継承されてきた 学研新書 2011
- 『天下の雨敬、明治を拓く 鉄道王雨宮敬次郎の生涯』河出書房新社 2012
- 『将軍慶喜を叱った男堀直虎』祥伝社 2013
- 『慈雨の人 韓国の土になったもう一人の日本人』河出書房新社 2013 曽田嘉伊智
- 『朝鮮を愛し、朝鮮に愛された日本人』祥伝社新書 2013
- 『明治維新を創った男 山縣大貳伝（2014年、PHP研究所） ISBN 4569820255
- 『立花宗茂「義」という生き方』KADOKAWA 新人物文庫 2014
- 『明智光秀「誠」という生き方』KADOKAWA 新人物文庫 2015
- 『昭和まで生きた「最後のお殿様」 浅野長勲』 パンダ・パブリッシング 2018年1月 ISBN 978-4909400529
- 『満州ラプソディ 小澤征爾の父・開作の生涯』河出書房新社 2018年10月 ISBN 978-4309027425